# Granville Hicks
Granville Hicks, född 9 september 1901, död 18 juni 1982, var en amerikansk litteraturforskare och kritiker.
Granville Hicks fick sin utbildning vid Harvard University, där han 1929 blev Master of Arts. Han var ursprungligen inriktad på att bli präst och undervisade 1925–1928 i biblisk litteratur och engelska vid Smith College. Han var 1924–1927 litterär redaktör för Universalist Reader och publicerade 1926 Eight ways of looking at Christianity. Hicks fördes dock bort från sin religiösa inställning och uppträdde kritisk mot prästerna, varför han fick sluta som lärare och redaktör. Han hade tagit starka intryck av radikala litteraturforskare som Newton Arvin och Van Wyck Brooks, fördjupade sig i studiet av Karl Marx och lärde av marxistiska litteraturtolkare. Han blev under ekonomiska krisen omkring 1930 politiskt aktiv som medlem av kommunistiska partiet och blev chef för den litterära avdelningen i New Masses 1934. Med arbetet The great tradition: an interpretation of American literature since the civil war (1933, omarbetad upplaga 1935) lämnade han ett av de mest uppmärksammade inläggen i 1930-talets amerikanska debatt om den marxistiska litteraturforskningen. Hicks, som 1929 blev lärare i litteraturhistoria vid Rensselaer Polytechnic Institute, blev avskedad 1935, och slog sig därefter ned på en lantgård i Grafton, New York. Efter Molotov–Ribbentrop-pakten 1939 lämnade Hicks kommunistpartiet och New Masses. Hicks, som var medutgivare av antologin Proletarian literature in the United States (1935), utgav One of us, the story of John Reed (1935), John Reed, the making of a revolutionary (1936, tillsammans med J. Stuart), I like America (1938), Figures of transition (1939), The first to awaken (1940, tillsammans med R. M. Bennett), Only One Storm, en roman, Behold Trouble (1944) och Small Town (1947).